# Вороний Брод
Вороний Брод (Вороной Брод, Снежной, Горетовка, в верховье — Галицкая речка) — ручей в Московской области России, протекает в Красногорском районе. Левый приток Москва-реки. Длина ручья составляет 6—7 км.

## Название
Официальное название — Вороной Брод является очевидно ошибочным вариантом гидронима Вороний Брод, относящегося к категории насмешливых имён подобных мелководных водотоков.

## Описание
Вороний Брод очень живописен в нижнем и среднем течении, которое залегает в глубоко врезанной долине посреди лесов и перелесков. Около устья на ручье устроен пруд. В полукилометре западнее села Архангельское Вороний Брод впадает в старицу Москвы-реки напротив Лохина острова.